# Guerres d'Illyrie
- Première guerre d'Illyrie
- Deuxième guerre d'Illyrie
- Troisième Guerre d'Illyrie

Les guerres illyriennes sont une série de guerres qui opposent la République romaine à différentes tribus illyriennes entre 229 et 168 av. J.-C.. Le conflit est composé de trois campagnes militaires bien distinctes : la première contre la reine Teuta, la deuxième contre Démétrios de Pharos et la troisième contre le roi Gentius.
Lors de la première guerre d'Illyrie, entre 229 et 228 av. J.-C., après la première guerre punique, le commerce maritime se développe dans la mer Adriatique au moment où la puissance des tribus illyriennes augmente sous l'influence de la reine Teuta. Les attaques des pirates illyriens contre les navires commerciaux des alliés italiens de Rome et la mort d'un envoyé romain nommé Coruncanius sur les ordres de Teuta incitent le sénat romain à envoyer une armée romaine sous les ordres des consuls Lucius Postumius Albinus et Cneus Fulvius Centumalus. Rome expulse les garnisons illyriennes d'un certain nombre de villes grecques comprenant Épidamne, Appolonie, Corfou et l'île de Pharos et établit un protectorat sur ces villes grecques. Les Romains mettent également en place Démétrios de Pharos comme souverain en Illyrie pour contrebalancer le pouvoir de Teuta.
À la fin de l'invasion romaine des territoires illyriens, la République réussit à mettre fin à la piraterie qui menaçait le commerce italique à travers la mer Adriatique. La campagne contre la reine Teuta, qui commence en 229 av. J.-C., marque la première fois où l'armée romaine traverse la Mer Adriatique pour faire face à un ennemi.

## Contexte historique

### Expansion sous Agron

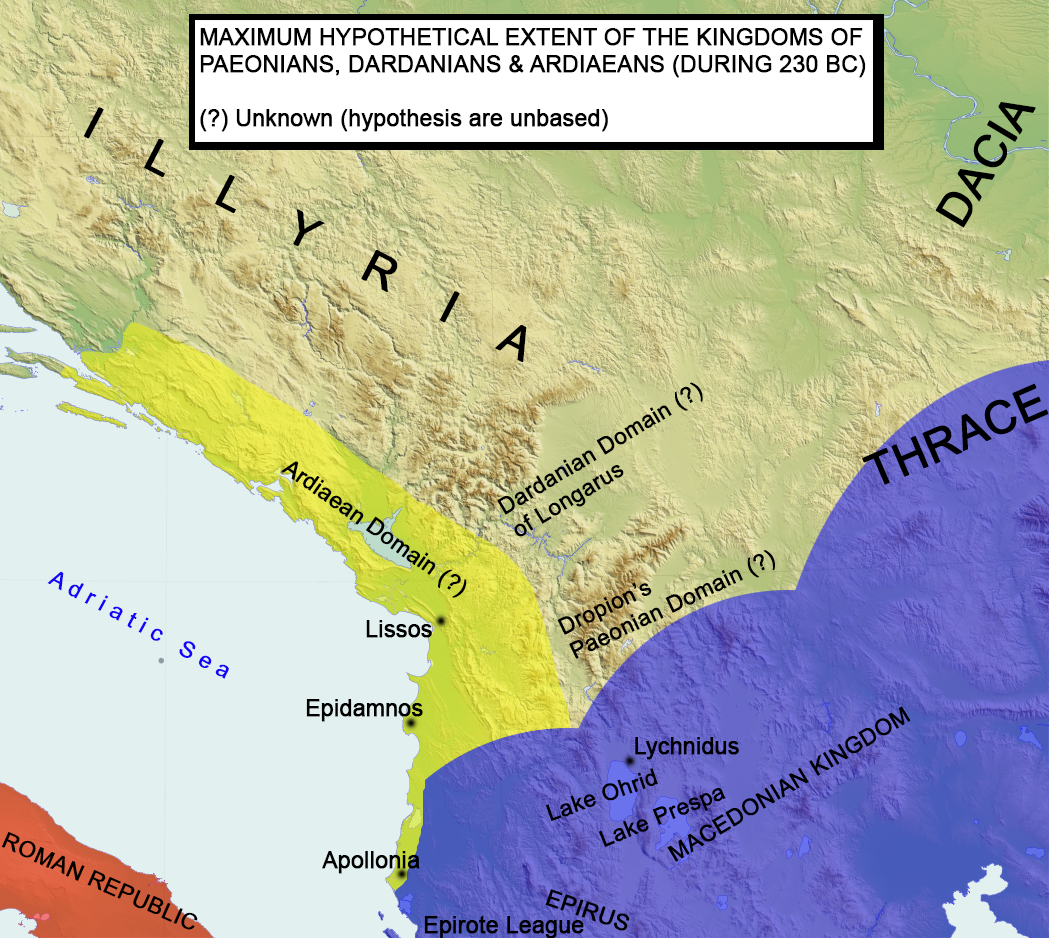
Territoire hypothétique illyrien sous Agron en 230 av. J.-C..

Lors de la deuxième moitié du IIIe siècle, le royaume d'Illyrie se transforme sous la direction du roi Agron. Agron envahit successivement une partie de l’Épire, Corcyre, Épidamne et Pharos en y établissant des garnisons. La nouvelle armée illyrienne dispose de navires plus puissants qui peuvent transporter 50 soldats selon Polybe. Ce nouveau navire est le lembus, un navire de guerre petit et rapide avec une rangée de rames simple. Les raids par mer depuis les mers Adriatique et Ionienne sont probablement une menace familière des Grecs du Nord-Ouest. La nouveauté est l'utilisation d'une armée terrestre pour donner suite et profiter des victoires gagnées par la marine. Les cités grecques des côtes d'Illyrie sont systématiquement attaquées et peut-être déjà conquises par les forces d'Agron. Rome répond à l'appel de l'île d'Isa, menacé par Agron, en envoyant des représentants. Ils ne sont jamais arrivés car ils sont attaqués en route par des navires illyriens et l'un d'entre eux est tué, avec un ambassadeur d'Isa.
Dans le même temps, différents événements politiques frappent les états grecs adjacents. En 234 av. J.-C., la succession royale en Épire se termine et une république fédérale est instituée. Au sud, la partie occidentale de l'Acarnanie refuse de suivre ce changement. L'Étolie menace rapidement l'indépendance de ce nouvel état et elle commence à occuper le territoire autour du golfe Ambracique, y compris la vieille capitale de Pyrrhus, Ambracie, ce qui force les Épirotes à établir un nouveau centre à Phoenice. Assiégés à Medion, les habitants de l'Acarnanie cherchent l'aide de Démétrios II, qui pendant la majeure partie de son règne a été en guerre avec la Ligue étolienne et la Ligue achéenne. En réponse, le roi demande de l'aide à Agron pour qu'il délivre la cité du siège qu'elle subit.

## Première guerre d’Illyrie

### Origines du conflit

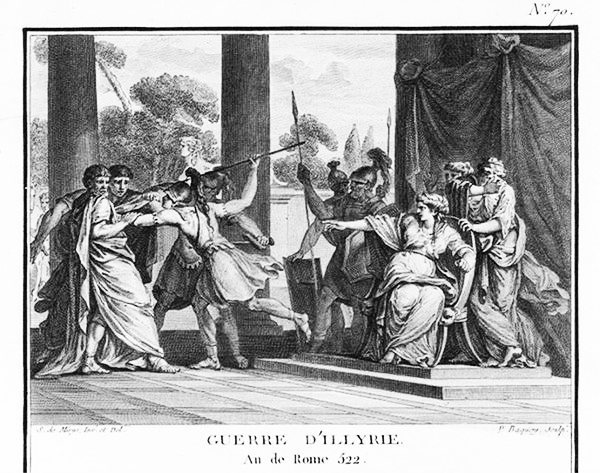
La reine Teuta ordonne à ses gardes l'assassinat de l'ambassadeur romain. Gravure d'Augustyn Mirys.

Même avant la guerre contre Carthage (264-241 av. J.-C.), les Romains ont conscience du danger d'attaque maritime pour la côte Adriatique de l'Italie. En 246 av. J.-C., une colonie composée de citoyens romains est installée à Brundisium pour surveiller le golfe Ionien. Pendant leur occupation de Phoenice, un certain nombre de bateaux illyriens tentent des actions contre des marchands italiens. Plusieurs sont volés, assassinés ou capturés ce qui force le Sénat romain à intervenir après avoir ignoré les précédentes plaintes.
Vers 230, Teuta, veuve d'Agron, s'attaque à nouveau, par voie maritime et terrestre à l'Épire et s'empare de Phoenice, ce qui impressionne les nombreux marchand italiens témoins des évènements et contraint les Épiriens former une alliance avec les Illyriens et les Acarnaniens, menaçant les cités d'Épidamne, Appolonia et Cocyre. Cette dernière fait appel aux achéens qui envoient une flotte en soutien mais qui est dispersée par les navires illyriens lors de la bataille de Paxos. Teuta place à la tête de la garnison de l'île Démetrios, dirigeant de la petite île de Pharos, et soumet également, sans que les romains n'interviennent, l'île grecque d'Issa qui s'est révoltée contre sa tutelle.
C'est alors que Rome envoie une ambassade dirigée par les frères Lucius et Cnaeus Coruncanius. À leur arrivée, ils trouvent Teuta célébrant la fin d'une rébellion en Illyrie et se préparant à assiéger Issa. Quand les ambassadeurs se plaignent des dommages infligés aux Romains, Teuta leur promet qu'aucune force illyrienne ne leur nuirait, mais qu'elle ne peut s'opposer à la mise en siège de la ville, suscitant la colère de l'un des ambassadeurs. Selon Polybe qui donne une version destinée de justifier l'invasion romaine de l'Illyrie, la reine aurait pris des dispositions pour qu'il soit assassiné lors de son voyage de retour.

### Guerre
L'assassinat de l'un des ambassadeurs romains et la multiplication des attaques par les pirates illyriens contre des navires marchands italiens, des cités sous protection romaine en Adriatique, voire contre les cités grecques du sud de la péninsule italienne, mènent donc les comices à voter la guerre et recruter une armée : dirigée par les consuls Lucius Postumius Albinus et Cneus Fulvius Centumalus, une gigantesque flotte de 200 navires se dirige en -229 vers l'Illyrie au départ de Brindisi. C'est, en outre, au même moment que Teuta perd un de ses alliés de poids avec la mort du roi macédonien Démétrios II, vaincu par les Dardaniens qui ne tardent pas à faire pression sur les Illyriens.
Démétrios de Pharos, chargé par Teuta de défendre Corfou, trahit cette dernière et livre l'île aux romains sans combattre. Les romains progressent, s'emparant d'Apollonia, d'Épidamne et Issa, Teuta est contrainte à la négociation. À l'issue de ces évènements, le royaume Illyrien se retrouve morcelé : en échange de sa renonciation aux territoires conquis en Grèce, à l'abandon de ses vues sur les îles et villes côtières conquises par les romains et à une modération drastique des mouvements de sa flotte, Teuta conserve sa couronne ; en entrant « dans la foi » (en grec : pistis) des romains ou se mettant « sous tutelle » (épitropè) des vainqueurs, les villes de Corcyre, Épidamne, Issa et Apollonia sont désormais considérées comme sujettes par Rome ; en échange de sa trahison et pour contenir le royaume de Teuta, Démétrios de Pharos se voit confier la tête d'une principauté septentrionale composée de les îles de Pharos et d'Issa ainsi que de quelques cités continentales.
Avec cette victoire, Rome gagne ainsi beaucoup de sympathie de la part de la population grecque qui, consciente de son pouvoir grandissant, commence à considérer la cité de Rome comme son protecteur. Pour le manifester, les Romains sont invités aux Jeux Isthmiques de 228 av. J.-C.. Corinthe défend ce choix, comme une expression de gratitude pour avoir débarrassé la Mer Adriatique des pirates. Enfin, les Romains à Athènes sont admis aux mystères d'Eleusis, ce qui signifie que Rome n'était plus une ville barbare, mais considérée comme une ville grecque.
Néanmoins, le dynaste de Pharos s'avère être un client romain bien peu fiable : à la mort de Teuta, il annexe son royaume en imposant sa tutelle à son successeur, le jeune Pinnès, sans cependant que Rome réagisse à l'usurpation, et conspire bientôt avec le souverain macédonien Antigone III Doson, qui goûte peu aux interventions romaines dans les Balkans, puis, dès 225, avec un autre dynaste illyrien, Scerdilaidas de Skodra, en compagnie duquel il va bientôt violer le traité et s'attaquer à des cités amies de Rome. La multiplication de ces exactions qui se multiplient jusque 220 forcent les romains à intervenir à nouveau.
|                                                   |
| Territoire de la reine Teuta au début du conflit. |

|                                                                            |
| Expansion du territoire romain sur la côte orientale de la Mer Adriatique. |

## Deuxième guerre d’Illyrie
La deuxième guerre d'Illyrie dure de 220 à 219 av. J.-C. La République romaine est en guerre avec les Celtes de la Gaule cisalpine et commence la deuxième guerre punique avec Carthage,. Démétrios, qui a accédé au pouvoir après la première guerre d'Illyrie, profite de ces distractions pour construire une nouvelle flotte de guerre illyrienne. À la tête de sa flotte de 90 vaisseaux, Démétrios navigue au sud de Lissus, violant son traité antérieur et déclenchant ainsi la guerre.
La flotte de Démétrios attaque d'abord Pylos où il capture 50 vaisseaux après plusieurs tentatives. De Pylos, la flotte se dirige vers les Cyclades, réprimant toute résistance trouvée sur le chemin. Démétrios envoie ensuite une flotte à travers l'Adriatique. Les forces illyriennes étant divisées, la ville de Dimale en Illyrie est capturée par la flotte romaine sous les ordres de Lucius Aemilius Paulus, dit Paul Émile. De Dimale, la flotte romaine se dirige vers Pharos. Les forces romaines contournent les Illyriens et Démétrios fuit en Macédoine où il devient un conseiller à la cour de Philippe V de Macédoine. À la cour de Philippe V, il devient l'un de ses conseillers les plus influents. La première guerre macédonienne est due en grande partie à l'influence de Démétrios sur le roi de Macédoine et il y reste jusqu'à sa mort en 214 av. J.-C.

## Troisième guerre d’Illyrie
En 168 av. J.-C., le roi d'Illyrie Gentius s'allie avec les Macédoniens. Cependant, en 171 av. J.-C., il s'était allié aux Romains contre les Macédoniens, c'est en 169 av. J.-C. qu'il change de camp et qu'il s'allie avec Persée de Macédoine. Lors de la troisième guerre d'Illyrie, il combat deux légats romains et ravage deux cités: Apollonie et Dyrrachium (deux cités alliées à Rome). En 168 av. J.-C., Gentius est vaincu à Scodra par une armée romaine commandée par Lucius Anicius Gallus. En 167 av. J.-C., Gentius est emmené à Rome comme captif afin de participer au triomphe de Lucius Anicius Gallus, et après il est emprisonné à Iguvium.

## Après la conquête
L'Illyrie fut finalement conquise en 168 av. J.-C.. Après quarante ans de combats intermittents, l'Illyrie devint une province romaine. Il fallut une centaine d'années supplémentaires, cependant, pour que l'Illyrie côtière et les tribus dalmates soient finalement soumis après la grande révolte illyrienne.
|                                                        |
| Noble illyrien équipé d'un bouclier ovale, le thuéros. |

|                    |
| Cavalier illyrien. |

|                           |
| Fantassin noble illyrien. |

|                     |
| Fantassin illyrien. |

## Annexe

#### Fond antique
- Appien, Histoire romaine.
- Appien, Les guerres de Macédoine et d'Illyrie.
- Polybe, Histoires : livre II.
- Polybe, Histoires : livre VI, Paris, les Belles lettres, coll. « Collection des universités de France », 1977, 159 p..

#### Ouvrages
- (en) Theodore Ayrault Dodge, Hannibal : A History of the Art of War Among the Carthagonians and Romans Down to the Battle of Pydna, 168 B.C., S.l., Da Capo press, 1995, 682 p. (ISBN 0-306-80654-1).
- (en) Erich S. Gruen, The Hellenistic World and the Coming of Rome : Volume II, Berkeley, University of California Press, 1984, 862 p. (ISBN 0-520-04569-6, lire en ligne).
- (en) Hammond, Kingdom of Agron, 1968.
- Claude Nicolet, Rome et la conquête du monde méditerranéen : 264-27 av. J.-C., Paris, Presses universitaires de France, coll. « Nouvelle Clio », 1993, 470 p. (ISBN 2-13-043913-6).
- André Piganiol, La conquête romaine, Paris, Presses universitaires de France, coll. « Dito », 1995, 7e éd., 696 p..
- (en) Arthur Edward Romilly Boak et William Gurnee Sinnigen, A History of Rome to A.D. 565.
- Édouard Will, Histoire politique du monde hellénistique : 323-30 av. J.-C., Paris, Édition du Seuil, coll. « Points Histoire », 2003, 650 p. (ISBN 2-02-060387-X).
- (en) J. John Wilkes, The Illyrians, Oxford, B. Blackwell, 1992, 351 p. (ISBN 0-631-14671-7).
- (en) Paul A. Zock, Ancient Rome : An Introductory History, Oklahoma, University of Oklahoma Press, 1998.

#### Article
- (en) Arthur Eckstein, « Polybius, Demetrius of Pharus and the Origins of the Second Illyrian War », Classical Philology, no 1,‎ 1994, p. 46-59.